# مولدون (الأندلس)

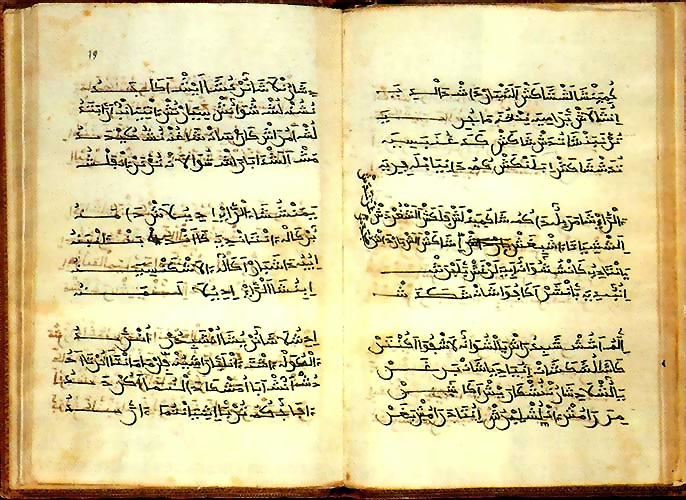

المولودون أو المولدين هم سكان الأندلس الأصليون الذين اعتنقوا الإسلام أو من أبناء البربر والعرب من أمهات إسبانيات، وشغلوا مناصب كبرى في الأندلس، كما عملوا بالتجارة.
كان المسلمون يعتبرونهم أحط منهم من الوجهة الاجتماعية، لذا كانوا يضنون عليهم بالمناصب في بدايات عصر الدولة الأموية في الأندلس. أطلق عليهم الإسبان لقب "Renegados" والذي يعني المرتدون أو الخوارج لتركهم الدين المسيحي
أحيانا يطلق هذا المصطلح كذلك على الإسبان الذين أسلموا مع حفاظهم على أصولهم وتبنيهم الثقافة الإسلامية والأسامي العربية  كما هو الحالة مع عائلة بنو قسي المسلمة التي حكمت مناطق واسعة في الثغر الأعلى في حوض نهر أبرة.
اشتهر منهم عمروس بن يوسف أحد قادة الأمير الحكم بن هشام الذي ولاه طليطلة عام 181 هـ، وبنو قسي زعماء الثغر الأعلى والذين سيطروا على الثغر الأعلى لفترات طويلة خاصة في فترات ضعف سلطة الدولة في قرطبة، ومنهم أيضًا بنو مروان الجليقيين الذين تمردوا وأعلنوا انفصالهم عن سلطة الدولة لمرات عدة في ماردة وبطليوس. أما أشهرهم على الإطلاق فهو عمر بن حفصون الذي قاد هو وبنيه أطول وأخطر تمرد على الدولة الأموية في الأندلس دام لنحو خمسين عامًا، ولم ينته إلا على يد جيوش الخليفة عبد الرحمن الناصر. ومن أبناء المولدين البارزين، المتصوف والثائر أحمد بن قسي الأندلسي.

## مشاهير مولدين الاندلس
- خيران الصقلبي
- بنو مردنيش
- إبراهيم بن همشك
- زهير الصقلبي
- مجاهد العامري
- علي إقبال الدولة
- مبارك الصقلبي
- محمد بن عبد الملك الطويل
- عمر بن حفصون
- عبد الرحمن بن مروان الجليقي
- بنو قسي
- موسى بن موسى
- محمد بن لب بن موسى
- لب بن محمد بن لب